# Koda
Koda is een Belgische muziekgroep die bekend werd door hun deelname aan het VTM-programma Belgium's Got Talent.

## Biografie
Jonach en Youssri zijn twee vrienden die elkaar leerde kennen op het Koninklijk Instituut Woluwe, een school voor jongeren met een zintuiglijke beperking en met authismespectrumstoornissen. Ze waren op deze school gekomen omdat ze allebei blind zijn. Al snel ontdekten ze dat ze beiden een passie voor muziek hadden. In 2012 besloten de vrienden deel te nemen aan het eerste seizoen van Belgium's Got Talent. In de wedstrijd eindigden ze op de derde plaats. In 2015 brachten ze hun eerste album uit, 'Omdat het juist is'.

## Discografie
Albums
- Omdat het juist is (2015)

Singles
- Geen verwijt (2013)
- Als ik kon zien (2013)
- Rijden tot ik thuis ben (2013)
- Ik wil een cocktail (ft. Mathijs) (2014)
- De liefde zit in alles - Radio edit (2015)